# Racionais MC's (álbum)
Racionais MC's é a primeira coletânea musical do grupo brasileiro de rap homônimo, lançado pela gravadora Zimbabwe Records em 1994.

## Descrição
Em 1994, o selo Zimbabwe lançou a coletânea "Racionais MC's", com os maiores sucessos do grupo até então. Deixando de fora somente a música Beco Sem Saída.

## Faixas
| Nº | Título                  | Compositor(es)                          | Sample(s) | Duração |
| -- | ----------------------- | --------------------------------------- | --- | ------- |
| 1  | Fim de Semana no Parque | Mano Brown                              | "Frases" (Jorge Ben Jor) "Domingas" (Jorge Ben Jor) | 7:10    |
| 2  | Parte II                | Edi Rock                                | "Get Up Offa That Thing" (James Brown) | 5:53    |
| 3  | Mano na Porta do Bar    | Mano Brown                              | "Freddie's Dead" (Curtis Mayfield) | 6:13    |
| 4  | Homem na Estrada        | Mano Brown                              | "Ela Partiu" (Tim Maia) | 8:44    |
| 5  | Júri Racional           | Mano Brown                              | "Cissy Strut" (The Meters) | 4:50    |
| 6  | Fio da Navalha          | Mano Brown, Ice Blue, Edi Rock e KL Jay | Main Theme From Trouble Man (Marvin Gaye) | 4:18    |
| 7  | Voz Ativa               | Mano Brown, Ice Blue, Edi Rock e KL Jay | "Givin' Up Food for Funk" (The J.B.'s) "Pânico na Zona Sul" (Racionais MC's)                                                                                   | 5:12    |
| 8  | Negro Limitado          | Mano Brown e Edi Rock                   | "Walk On By" (Isaac Hayes) "Beco Sem Saída" (Racionais MC's) "Nós Somos Negros" (Face Negra)                                                                   | 6:33    |
| 9  | Pânico na Zona Sul      | Mano Brown                              | "The Big Payback" (James Brown) "Funky Drummer" (James Brown) "Mind Power" (James Brown)                                                                       | 5:12    |
| 10 | Hey Boy                 | Mano Brown                              | "Bring the Noise" (Public Enemy) | 4:55    |
| 11 | Mulheres Vulgares       | Edi Rock e KL Jay                       | "Funky President" (James Brown) | 4:44    |
| 12 | Racistas Otários        | Mano Brown e Ice Blue                   | "UFO" (ESG) "Thriller" (Michael Jackson) "Homens da Lei" (Thaide & DJ Hum)                                                                                     | 5:47    |
| 13 | Tempos Difíceis         | Edi Rock e KL Jay                       | "Take Me to the Mardi Gras" (James Brown) "The Big Payback" (James Brown) "Papa Don't Take No Mess" (James Brown) "Impeach the President" (The Honey Drippers) | 3:54    |

| Críticas profissionais                                                      | Críticas profissionais |
| Avaliações da crítica                                                       | Avaliações da crítica  |
| Fonte                                                                       | Avaliação              |
| --------------------------------------------------------------------------- | ---------------------- |
| CliqueMusic                                                                 | (Sem Nota)             |
| Esta tabela precisa de ser acompanhada por texto em prosa. Consulte o guia. |                        |

## Formação
- Mano Brown
- Ice Blue
- Edy Rock
- KL Jay